# Варика
Варика — диакритический символ арамейско-еврейского письма, шрифтовой вариант диакритики рафе. Используется, как правило, в гарнитуре Раши и в рукописном сефардском шрифте солитрео. Часто заменяется знаком гереш и другими апострофообразными символами. Как правило, модифицирует звучание согласного (например, со смычного — на фрикативный, аналогично классическому рафе), а также вносит другие изменения в прочтение буквы (в буквах, специфичных для сефардского правописания).